# Сан-Поло-д'Енца
Сан-Поло-д'Енца (італ. San Polo d'Enza) — муніципалітет в Італії, у регіоні Емілія-Романья,  провінція Реджо-Емілія.
Сан-Поло-д'Енца розташований на відстані близько 350 км на північний захід від Рима, 75 км на захід від Болоньї, 18 км на південний захід від Реджо-нелль'Емілії.
Населення — 6079 осіб (2014).
Щорічний фестиваль відбувається 25 січня. Покровитель — святий Павло.

## Демографія
Населення за роками:

Станом на 1 січня 2023 року в муніципалітеті офіційно проживало 638 іноземців з 52 країн, серед них 108 громадян країн Євросоюзу та 55 громадян України.

## Сусідні муніципалітети
- Бібб'яно
- Каносса
- Монтеккьо-Емілія
- Монтек'яруголо
- Куаттро-Кастелла
- Траверсетоло
- Веццано-суль-Кростоло